# Pinnisjoch
Pinnisjoch är ett bergspass i Österrike.   Det ligger i distriktet Innsbruck-Land och förbundslandet Tyrolen, i den västra delen av landet, 400 km väster om huvudstaden Wien. Pinnisjoch ligger 1 497 meter över havet.
Terrängen runt Pinnisjoch är bergig.
Trakten runt Pinnisjoch består i huvudsak av gräsmarker. Runt Pinnisjoch är det ganska tätbefolkat, med 80 invånare per kvadratkilometer.